# Béla Kun
Béla Kun, inițial Béla Kohn, (n. 20 februarie 1886, Cehu Silvaniei, Austro-Ungaria – d. 29 august 1938, Moscova, RSFS Rusă, URSS) a fost un politician maghiar comunist de origine evreiască, care a condus în anul 1919 revoluția bolșevică din Regatul Ungariei. A fost de profesie jurist, însă a activat și ca ziarist.

## Viața
S-a născut într-o familie de funcționari atei în satul Lelei (în maghiară, Lele), parte a actualului județ Satu Mare. Tatăl său a fost de origine evreiască, însă nepracticant. Mama sa, Róza Goldberger, era de asemenea de origine evreiască. Béla Kun a urmat mai întâi cursurile școlii reformate, continuându-și apoi studiile la Universitatea Franz Joseph din Cluj. După absolvirea studiilor a devenit avocat, apoi a abandonat avocatura și a început cariera de ziarist. În 1906 și-a maghiarizat numele din Cohen (maghiarizat Kohn), în Kun. În 1913 s-a căsătorit cu învățătoarea Irén Gál. Înainte de a începe Primul Război Mondial, a fost ziarist la Cluj într-un grup de simpatizanți ai Partidului Social Democrat Ungar. A fost de mai multe ori judecat din cauza articolelor anarhiste pe care le-a publicat. În 1907 a stat în închisoare timp de un an și jumătate, s-a lăsat de jurnalism și a ales să fie mic funcționar. Kun a fost și casier al Comitetului de Asigurări Sociale al Sindicatelor din Cluj, care l-au acuzat ulterior de delapidare, scăpând de judecată doar prin fuga la Budapesta.

## Prizonier la ruși
La începutul războiului se prezintă la Comandamentul militar din Cluj pentru a se înrola voluntar în armata austro-ungară. Este trimis cu primul eșalon pe frontul din Galiția în calitate de subofițer. În primii doi ani de război se distinge în acțiunile militare și, pentru merite deosebite, este decorat și trecut în corpul ofițerilor. În 1916 este luat prizonier de ruși, care l-au internat în lagărul siberian de la Tomsk.
Înțelege că revoluția bolșevică este o șansă pentru el și se încadrează în mișcarea clandestină a conspiratorilor din lagăr. Este remarcat de liderii bolșevici siberieni și, prin ei, de către conducerea bolșevică de la Moscova, care-l va sprijini financiar pentru continuarea activității. După 7 noiembrie 1917, deși se știa că a profitat în scop personal de fondurile partidului, i se creează condițiile pentru părăsirea lagărului fiind adus la Moscova din dispoziția lui Lenin pentru a se ocupa de extinderea revoluției din Ungaria.

## Lider al Partidului Comunist Ungar

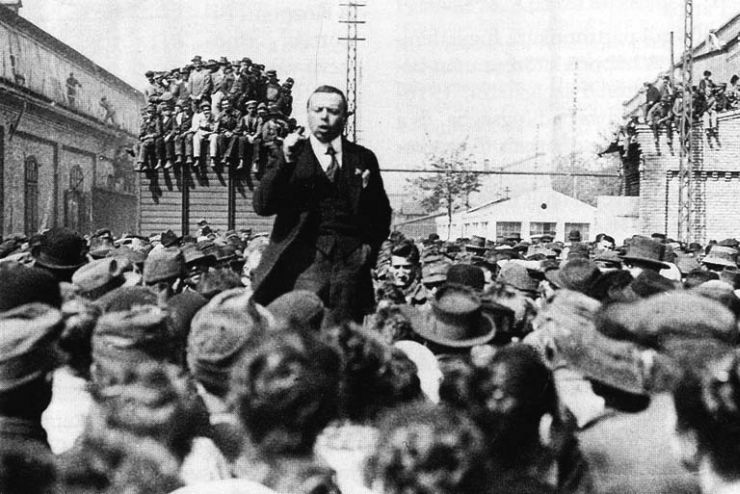
Béla Kun, lider al Revoluției Maghiare din anul 1919

Înainte de 3 noiembrie 1918, când are loc declararea independenței Ungariei față de Austria, Kun cu câteva sute de agenți comuniști unguri și cu mulți bani primiți de la sovietici s-a întors în Ungaria. Începe să-și formeze o rețea largă de colaboratori recrutată din rândul elementelor maghiare fanatice și rău famate. Prin angajamentul său de a readuce Ungaria în granițele ei vechi își crește popularitatea fiind văzut ca salvatorul națiunii.
În luna noiembrie 1918, Kun a creat Partidul Comunist Maghiar și a devenit președintele comitetului central. Mișcarea comunistă care era îndreptată împotriva primului ministru Mihály Károlyi și a partidului Social Democrat din care înainte de război făcuse parte a agitat lumea toți cei care erau împotriva lui fiind torturați sau împușcați, iar ziariștii cenzurați, totul prin bani finanțați de Partidul Comunist Rus. Ziarul Comunist roșu din Ungaria a dus o propagandă sângeroasă, rezultată în numeroase crime, astfel că cei care făceau grevă erau împușcați.

## 133 de zile
Câștigă armata de partea sa fiind sprijinit de cadrele de comandă ofensate de umilirea înfrângerii de pe front și de capitularea care a urmat. 
Prima dată, va reuși să penetreze unitățile secuiești de 10-12 000 de militari și jandarmi din Transilvania. Îmbătat de acest succes, încearcă să treacă de partea lui și regimentele din Budapesta, dar este primit cu ostilitate și, în final, alungat.
De asemenea, recrutează oameni nemulțumiți și puși pe căpătuială din care va forma gărzile roșii. Vrând să dovedească atașamentul pentru refacerea Ungariei Mari susține o vastă campanie teroristă în special în Transilvania cărei îi cad victime mii de români aflați în partea de nord-vest a liniei de contact dintre trupele maghiare și cele române. Acest lucru a crescut prestigiul lui în rândul cercurilor politice maghiare care-l susțineau.
Având această încurajare de natură politică, în ianuarie 1919 trece la pasul următor infiltrând regimentele budapestane cu sute de adepți pentru a le convinge să se răscoale. Încercând să rezolve acest lucru și pe calea armelor se transformă într-un eșec total care a dus la alungarea din unități și din Budapesta a lui și a simpatizanților săi. Se regrupează cu forțele fidele în zona Salgótarján instaurând o guvernare bolșevică în partea de nord-est a țării. În fruntea corpului de voluntari format din aproximativ 1000 militari, revoluționari și tot felul de aventurieri intră în Budapesta la data de 21 martie 1919 și ocupă toate punctele strategice ale orașului, distruge sediile ziarelor și-l obligă pe Mihály Károlyi să renunțe la conducerea statului. Pe 22 februarie 1919 discursurile lui Kun au creat o atmosferă imposibil de suportat. Comuniștii au început să tragă în cetățenii care au demonstrat împotriva lui Kun, lângă redacția ziarului Népszava. Cu acea ocazie au murit 4 polițiști și mulți cetățeni nevinovați. Pentru consolidarea puterii își subordonează armata și forțele de represiune reorganizându-le pe principiile Armatei Roșii. Dându-se drept urmaș vrednic al unor revoluționari maghiari instaurează dictatura proletariatului, colectivizând până și găinile. Se declară mentorul salvării Ungariei Mari luând măsuri radicale de recuperare a Transilvaniei și Slovaciei. Anulează ordinul lui Károlyi Mihály ca aparatul administrativ să nu se mai prezinte la slujbe și sprijină constituirea forțelor de represiune împotriva românilor formate din fostele forțe de ordine. Cheamă în armată toate forțele patriotice pentru salvarea patriei reușind să adune toate scursurile societății, inclusiv recidiviști. Într-o lună va reuși să formeze o armată de aproximativ 150-200 000 de oameni pe care i-a înzestrat cu armament și muniție din depozitele pe care le-a golit și din dezarmarea trupelor austriece aflate în retragere pe teritoriul unguresc.
În aprilie 1919 Bela Kun a sprijinit insurecția  anarhistă de la Viena și, prin atacarea în aceeași lună a Cehoslovaciei și României, a plănuit unirea Ungariei cu Rusia bolșevică. Pe teritoriul Transilvaniei nucleul armatei maghiare era reprezentat de Divizia Secuiască formată din 3 brigăzi la care se adăugau detașamentele de represiune formate din jandarmerie, oameni din administrația nobiliară și aventurieri dornici de căpătuială.
Pregătirile de război ale Ungariei au îngrijorat Antanta care a trimis în zonă pe 4 aprilie 1919 pe generalul sud-african Jan Smuts. La 16 aprilie Bela Kun declară război României și declanșează ostilitățile pe tot frontul românesc. Fără să mai aștepte consimțământul aliaților, armata română declanșează contraofensiva cu două divizii de infanterie și două de vânători de munte și după o învăluire, obligă divizia secuiască să capituleze privând armata ungară de unitatea ei de elită. Armata română își continuă înaintarea spre nord despresurând trupele cehoslovace încercuite de ucraineni și trupele lui Bela Kun și împiedicând joncțiunea acestora.
La 24 iulie 1919, armata română trece la ofensivă pe tot frontul la vest de Tisa. Mareșalul francez Luis Franchet îi scrie o scrisoare lui Ferdinand Foch în care îi împărtășește că este convins că armata lui Kun va fi înfrântă. Generalul Fertianus îi răspunde: „Noi nu avem nimic împotriva armatei ungare, în două săptămâni nu mai va exista regimul Kun”.
La 3 august întreaga armată ungară este scoasă din luptă, iar la 4 august 1919 este ocupată Budapesta. Bela Kun a evitat capturarea fugind în după-amiaza zilei de 2 august la Viena cu un tren blindat împreună cu colaboratorii săi. Au fost arestați și ținuți într-un lagăr până în iulie 1920, când a făcut obiectul unui schimb de prizonieri între Austria și Rusia, permițând refugierea unui număr de 415 comuniști.

## Moartea

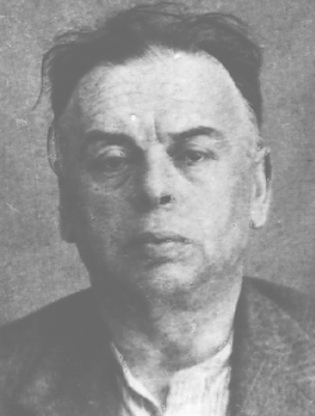
Béla Kun după arestarea sa de către NKVD în anul 1937

La Moscova a intrat în rândurile Partidului Comunist (bolșevic) din Rusia sovietică, a primit cetățenia sovietică și a fost numit în conducerea Cominternului. După eșecul puciului din 27 martie 1921 pentru minerii din centrul Germaniei, Lenin l-a acuzat de iresponsabilitate politică. Acuzat de legături cu troțkismul, Béla Kun împreună cu soția, fiica și ginerele au fost arestați în mai 1937 și trimiși în gulag. În 1989, guvernul sovietic a anunțat că Béla Kun a fost executat în gulag pe 29 august 1938. 
A fost reabilitat politic în 1956 pentru a se celebra înăbușirea revoluției anticomuniste ungare de către trupele sovietice chemate în ajutor de către colaboraționistul maghiar Janos Kadar.